# Курненин, Юрий Анатольевич
Юрий Анатольевич Курненин (14 июня 1954, Орехово-Зуево, Московская область — 30 июля 2009, Минск) — советский футболист, белорусский тренер. Выступал на нескольких амплуа — крайний нападающий, левый полузащитник и защитник. Мастер спорта СССР.

## Биография
Воспитанник школы «Знамя труда» — с 1964 и «Динамо» (Москва) — с 1971. Выступал за «Знамя труда» — 1970, «Динамо» (Москва) − 1972-75, «Динамо» (Минск) — 1976-87 (по июль). В чемпионатах СССР (высшая лига) — 265 матчей, 19 голов («Динамо» Мн — 248,17). Капитан «Динамо» (Мн) — 1983-84.
Окончил БГИФК (1983), Высшую школу тренеров при ГЦИФК (1989).
Начальник команды КИМ (Витебск) — 1990. Главный тренер «Динамо» (Брест) — 1991-92. Вместе с командой занял 3-е место в дебютном розыгрыше чемпионата Беларуси. Главный тренер «Самотлора-XXI» — 1994 (с мая).
Главный тренер сборной Сирии — 1996 (с июля), вместе с командой дошёл до финала Кубка Азии. Главный тренер «Аль-Ахли» (Сирия) — 1997.
В 1999 вернулся в Белоруссию, тренировал Динамо (Минск) и Шахтёр (Солигорск).
Позже Курненин помогал своему бывшему одноклубнику по московскому и минскому «Динамо» Анатолию Байдачному в сборной Беларуси, а в феврале 2006 года стал главным тренером Сборной Беларуси (молодёжной).
Скончался во сне утром 30 июля 2009.

## Достижения
- Чемпион СССР 1982; 3-й призёр чемпионата 1983.
- Финалист Кубка СССР 1987.
- В «33-х» — № 2 (1982, 1983), № 3 (1984).
- В еврокубках — 15 матчей, 3 гола (Кубок Европейских Чемпионов — 6 матчей, 2 гола, Кубок УЕФА — 9 матчей, 1 гол). Автор первого гола минского «Динамо» в еврокубках (14 сентября 1983 года, домашняя игра с «Грассхоппером»).

## Стиль игры
Быстрый, энергичный, инициативный, отличался высокими волевыми и лидерскими качествами. Хорошо владел обводкой и дриблингом, обладал отличным ударом с левой ноги, отлично умея реализовывать штрафные удары.